# Hyperacmus crassicornis
Hyperacmus crassicornis är en stekelart som först beskrevs av Johann Ludwig Christian Gravenhorst 1829.  Hyperacmus crassicornis ingår i släktet Hyperacmus och familjen brokparasitsteklar. Arten är reproducerande i Sverige. Inga underarter finns listade i Catalogue of Life.